# Élection présidentielle abkhaze de 2014
L'élection présidentielle abkhaze de 2014 s'est déroulée le 24 août 2014. Cette élection était anticipée à la suite de la démission d'Alexandre Ankvab, à la fin de mai 2014 d'un coup d'État, organisé par l'opposition.
Candidat malheureux à trois des précédentes élections présidentielles organisées depuis 2004, Raul Khadjimba, 56 ans, est élu dès le premier tour avec 51,5 % des voix. Il est investi un mois plus tard.

## Système électoral
Le président est élu au suffrage universel direct  uninominal majoritaire à deux tours pour un mandat de cinq ans. Les votes blancs étant pris en compte dans les votes valides sous la forme de bulletin "aucun d'entre eux", les candidats peuvent être élus au second tour sans avoir atteint la majorité absolue. La participation doit cependant obligatoirement franchir le quorum de 25 % des inscrits pour que le scrutin soit reconnu valide, une pratique courante dans les ex républiques soviétiques. À défaut, une nouvelle élection est organisée, avec des candidats différents,,.

## Résultats
| Candidats et colistiers | Candidats et colistiers      | Partis                 | Premier tour | Premier tour |
| Candidats et colistiers | Candidats et colistiers      | Partis                 | Voix         | %            |
| ----------------------- | ---------------------------- | ---------------------- | ------------ | ------------ |
|                         | Raul Khadjimba Vitali Gabnia | FNUA                   | 50 586       | 50,60        |
|                         | Aslan Bjania Astan Agrba     | SE                     | 35 869       | 35,88        |
|                         | Mirab Kishmaria Said Lolua   | SE                     | 6 390        | 6,39         |
|                         | Leonid Dzapshba Boris Abitov | SE                     | 3 397        | 3,40         |
|                         | Aucun d'entre eux            | Aucun d'entre eux      | 1 870        | 1,87         |
| Votes blancs et nuls    | Votes blancs et nuls         | Votes blancs et nuls   | 1 854        | 1,85         |
|                         |                              |                        |              |              |
| Votes valides           | Votes valides                | Votes valides          | 98 112       | 98,15        |
| Votes blancs et nuls    | Votes blancs et nuls         | Votes blancs et nuls   | 1 854        | 1,85         |
| Total                   | Total                        | Total                  | 99 966       | 100          |
| Abstention              | Abstention                   | Abstention             | 32 895       | 24,76        |
| Inscrits/Participation  | Inscrits/Participation       | Inscrits/Participation | 132 861      | 75,24        |